# Stanisław Konopka (aktor)
Stanisław Konopka (ur. 1837 w Stanisławowie, zm. 28 grudnia 1906 we Lwowie) – polski aktor teatralny w Galicji.

## Życiorys
Debiutował w roku 1857 w teatrze lwowskim w „Dziewicy Orleańskiej”. W 1858-60 występował w Kijowie w zespole Tomasza Borkowskiego (z którym wyjeżdżał też na występy do Kamieńca Podolskiego), w latach 1860-63 grał w Żytomierzu u Adama Miłaszewskiego, potem znów w teatrze prowincjonalnym Tomasza Borkowskiego. Brał udział w powstaniu styczniowym, w walkach na Kielecczyźnie.
Po powstaniu powrócił na scenę i w sezonie 1864/65 występował w zespole Fryderyka Sellina w Łodzi, następnie u Konstantego Sulikowskiego w Krynicy.
W roku 1865 występował jeszcze Tarnowie i Nowym Sączu.
Na jesieni 1865 przeniósł się do Krakowa. 26 listopada 1865 zadebiutował w teatrze krakowskim w roli Uriela („Uriel Akosta”). Od kwietnia 1866 do połowy 1868 gra znowu u Sulikowskiego na prowincji.
W r. 1869 gra w Warszawie. Później próbuje swoich sił w teatrzykach prowincjonalnych Knapczyńskiego (w Kaliszu) i Kołakowskiego (w Kielcach) i ogródkowym w Warszawie („Alhambra”).
Do roku 1873 występuje jeszcze w trupach teatralnych Ratajewicza i Sulikowskiego (w Brzeżanach i Łodzi). W 1873 w teatrze krakowskim w sztuce „Cola Rienzi” i w teatrze lwowskim w „Mazepie”. Następnie znów w teatrach prowincjonalnych (aż do 1879) i warszawskich – ogródkowych („Alhambra”, „Alkazar”, „Arkadia”). W latach 1878–1879 prowadzi własny teatr w Puławach i Modlinie, i występuje w zespole Anastazego Trapszo w Lublinie.
Po 1883 występował w miastach i miasteczkach wszystkich trzech zaborów z koncertami, na których deklamował utwory patriotyczne, także z literatury polskiej m.in. fragmenty „Pana Tadeusza”, „Dziadów”, „Kordiana”, „Mazepy”, „Marii Stuart”, wiersze Zygmunta Krasińskiego, Kornela Ujejskiego, a także fragmenty popularnych wówczas dramatów Szekspira czy Friedricha Schillera. Z tym repertuarem wyjeżdżał także za granicę, m.in. do Pragi, Berlina, Wiednia i Petersburga. Od 1893 prowadził też działalność pedagogiczną jako nauczyciel deklamacji, najpierw w Krakowie, a potem we Lwowie. Gdy w lutym 1902 we Lwowie obchodzono uroczyście jubileusz czterdziestopięciolecia jego działalności artystycznej, podkreślano w prasie lwowskiej jego wielkie zasługi na polu popularyzacji poezji polskiej. Zmarł we Lwowie.
Był mężem aktorki prowincjonalnej – Korneli Czyżewskiej (Konopki).